# 33973 Xiyunhou
33973 Xiyunhou è un asteroide della fascia principale. Scoperto nel 2000, presenta un'orbita caratterizzata da un semiasse maggiore pari a 2,786592 UA e da un'eccentricità di 0,174191, inclinata di 10,055648° rispetto all'eclittica.